# Aclista bitens
Aclista bitens är en stekelart som först beskrevs av Jean-Jacques Kieffer 1909.  Aclista bitens ingår i släktet Aclista, och familjen hyllhornsteklar. Arten är reproducerande i Sverige.